# Lena Valaitis
Lena Valaitis (nacida el 7 de septiembre de 1943) es una cantante de schlager lituano-alemana. Tuvo su éxito más grande durante los años 70 y 80 y compitió en el Festival de la Canción de Eurovisión en 1981, representado a Alemania Occidental con la canción ""Johnny Blue"", el Festival se celebró en Dublín, Irlanda, donde la canción alemana quedó en segundo lugar, con 132 puntos, 4 puntos por detrás de la ganadora, Reino Unido con la canción "Making your Mind up" del grupo Bucks Fizz.

## Vida personal
Valaitis nació en Memel, en 1943 parte del Territorio Memel de Prusia Oriental, en la Alemania, ahora Lituania. Su padre, un soldado de la Wehrmacht, murió durante la Segunda Guerra Mundial. Al final de la guerra, Valaitis, su madre, y su hermano llegaron como refugiados a Alemania Occidental. Estudió en la Volsschule de Memmingen y luego en el Litauisches Gymnasium Hüttenfeld ("Gymnasium lituano de Hüttenfeld") en Lampertheim, Hesse. Valaitis lo dejó para entrenar con el Deutsche Bundespost en Fráncfort, donde recibió lecciones privadas de campo.
Valaitis tiene un hijo, Marco (nacido en 1973), de su primer matrimonio. En 1979 se casó con el actor Horst Jüssen, con quien tuvo un segundo hijo, Don David (nacido en 1983). Valaitis vive actualmente en Múnich, Baviera.

## Carrera
Valaitis comenzó su carrera musical uniéndose a la banda Frederik Brothers. Firmó un contrato de grabación con Philips en 1970 y lanzó su primer sencillo, "Halt das Glück für uns fest" el 13 de junio de 1970. Hizo su primera aparición en televisión en el mismo año, apareciendo en ZDF-Drehscheibe, un programa musical en ZDF. Valaitis logró su primer éxito en 1971 con "Ob es so oder so, oder anders kommt". Bajo la producción de Jack White, tuvo éxitos con "So wie ein Regenbogen", "Bonjour mon amour", y "Wer gibt mir den Himmel zurück".
En 1976 Valaitis alcanzó el Top 20 de la lista de sencillos alemanes por primera vez con "Da kommt José der Straßenmusikant" y "Ein schöner Tag", una versión alemana de "Amazing Grace". Cantó "Du machst karriere" en las finales nacionales del Festival de la Canción de Eurovisión de 1976, alcanzando el séptimo lugar. También cantó la chanson de la película Der Mädchenkrieg.
Valaitis es tal vez más conocida por su interpretación en el Festival de la Canción de Eurovisión 1981 en Dublín, Irlanda. Representó a Alemania con la canción "Johnny Blue", que terminó en segundo lugar después de la canción británica, "Making Your Mind Up" por la cantante griega Costa Cordalis en 1984.
Su último intento en el Eurovisión fue en 1992 con "Wir sehen uns wieder", que terminó en tercer lugar en el espectáculo de preselección, Ein Lied Für Malmö. Valaitis dejó el negocio del espectáculo de 1993, pero comenzó a lanzar nuevo material en el 2000. Lanzó "Ich lebe für den Augenblick" en el 2001 y "Was kann ich denn dafür", un dueto con la cantante austriaca Hansi Hinterseer, en 2002. Valaitis grabó otro dueto con Hinterseer, "Muss i denn zum Städtele hinaus", en veranos del 2006.

## Sencillos
- 1970 "Halt das Glück für uns fest"
- 1970 "Und das Leben wird weitergehen"
- 1971 "Ob es so oder so oder anders kommt"
- 1971 "Alles was dein Herz begehrt"
- 1971 "Die kleinen Sünden und die kleinen Freuden"
- 1972 "Und da steht es geschrieben"
- 1972 "Lächeln ist der Weisheit letzter Schluß"
- 1973 "So wie ein Regenbogen"
- 1973 "Die Welt wird nicht untergeh´n"
- 1973 "Ich freu' mich so auf morgen"
- 1974 "Bonjour mon amour"
- 1974 "Wer gibt mir den Himmel zurück"
- 1974 "Ich möchte die Gitarre sein"
- 1975 "Was der Wind erzählt"
- 1975 "Immer die schönen Träume"
- 1975 "Im Regen kann man keine Tränen sehen"
- 1976 "Da kommt José, der Straßenmusikant"
- 1976 "Ein schöner Tag" (Amazing Grace)
- 1976 "Komm wieder, wenn du frei bist"
- 1977 "Heinz, lass doch die Pauke stehn"
- 1977 "...denn so ist Jo"
- 1977 "Cheri je t´aime"
- 1978 "Ich spreche alle Sprachen dieser Welt"
- 1978 "Oh Cavallo"
- 1978 "Ich bin verliebt"
- 1979 "Auf der Strasse ohne Ziel"
- 1979 "Nimm es so wie es kommt"
- 1980 "Jamaika Reggae Man"
- 1981 "Johnny Blue"
- 1981 "Johnny Blue (English Version)"
- 1981 "Rio Bravo"
- 1982 "Highland oh Highland" (with the German national football team)
- 1982 "Gemeinsam mit Dir"
- 1982 "Gloria"
- 1983 "Worte wie Sterne"
- 1984 "So sind meine Träume"
- 1984 "Wenn der Regen auf uns fällt" (dúo con Costa Cordalis)
- 1985 "Mein Schweigen war nur Spiel"
- 1986 "Männer sind ´ne verückte Erfindung"
- 1987 "Ich liebe dich"
- 1988 "Nastrowje Mr. Gorbatschow"
- 1992 "Wir sehn uns wieder"
- 1993 "Menschen mit Herz"
- 2001 "Ich lebe für den Augenblick" (versión en alemán de "There You'll Be" de Faith Hill de la película Pearl Harbor)
- 2002 "Was kann ich denn dafür" (dúo con Hansi Hinterseer)
- 2002 "Und wenn ich meine Augen schließ"
- 2003 "Still rinnt die Zeit"
- 2004 "Morgen soll die Hochzeit sein"
- 2005 "Komm lass uns tanzen (Arabische Nächte)"
- 2006 "Muss i denn zum Städtele hinaus" (cúo con Hansi Hinterseer)
- 2010 "Und ich rufe Deinen Namen"
- 2011 "Ich muss immer an Dich denken"
- 2012 "Ein schöner Frühlingstag"

## Discografía
- 1972 Die Welt der Stars und Hits
- 1974 Wer gibt mir den Himmel zurück
- 1975 Star für Millionen
- 1975 Da kommt Lena
- 1976 Meinen Freunden
- 1976 Komm wieder, wenn du frei bist
- 1977 ...denn so ist Lena
- 1978 Ich bin verliebt
- 1978 Stardiscothek
- 1979 Nimm es so, wie es kommt
- 1981 Johnny Blue - Meine schönsten Lieder
- 1982 Lena
- 1989 Weihnachten mit Lena Valaitis
- 2010 Liebe ist
- 2012 Ich will alles

| Predecesor: Katja Ebstein con "Theater" | Alemania en el Festival de Eurovisión 1981 | Sucesor: Nicole con "Ein bißchen Frieden" |